# OZ Minerals
OZ Minerals ist eine australische Bergwerksgesellschaft, die aus der Fusion von Oxiana Limited und Zinifex im Jahr 2008 hervorging. Der Unternehmensname stammt von den Anfangsbuchstaben der fusionierten Gesellschaften.

## Geschäftsfelder
Die Aktiengesellschaft OZ Minerals betreibt das große australische Kupfer-Gold-Silber-Zink-Bergwerk Prominent Hill und das Carrapateena-Kupfer-Gold-Projekt in South Australia, das seit 2009 Kupfer abbaut. In Gold-Kupfer-Minengebiet von Cobar in New South Wales hat das Unternehmen eine Lizenz zur Lagerstättenerkundung über 3.435 km², in Kambodscha OZ Minerals ein Büro, das Lagerstättenerkundungen durchführt und es erwarb im Februar 2012 Anteile an der Renaissance Minerals Limited. In Santa Cruz County in Arizona in den USA führt OZ Minerals eine Lagerstättenerkundung mit einer Option zur Errichtung eines Bergwerks durch.

## Geschichte
2009 unterbreitete der chinesische Staatskonzern China Minmetals ein Angebot zur Übernahme der in wirtschaftliche Schwierigkeiten geratenen OZ Minerals. In diesem Jahr gab es mehrere Versuche chinesischer Bergwerkskonzerne große Aktienanteile oder ganze Bergwerksunternehmen in Australien aufzukaufen, was zu Diskussionen in Australien führte. Chinalco plante beispielsweise eine Beteiligung bei Rio Tinto Group, was zu heftigen öffentlichen Auseinandersetzungen bis hin zu Forderungen nach einem Beteiligungsverbot führte. Von der OZ Minerals erwarb im Juni 2009 die Minerals and Metals Group, eine Tochter der China Minmetals, die Golden Grove Mine in Western Australia, die der OZ Minerals gehörte. Golden Grove war Teil eines Kaufs der Sepon-, Century-, Rosebery- und Avebury-Bergwerke, der Dugald-River-, High-Lake- und Izok-Lake-Projekte der OZ Minerals, als auch einiger Lagerstättenerkundung-Projekte im Wert von US-Dollar 1,354 Milliarden durch die China Minerals. Allerdings verhängte die australische Regierung am 27. März 2009 ein Veräußerungsverbot über die Prominent Hill Mine, die sich im Eigentum von OZ Minerals befindet. Begründet wurde dies wegen der nationalen Sicherheit, weil sich das Bergwerk in einer militärischen Sperrzone befindet, der Woomera Prohibited Area. Vermutet wurde, dass dies zu Verstimmungen zwischen Australien und China führen würde. Allerdings betonte die chinesische Seite, dass sie für diese Entscheidung Verständnis habe. OZ Minerals konnte Prominent Hill weiterführen und war nach dem Erhalt des Kaufpreises von 1,354 Milliarden wieder liquide.

## Zahlen
| Rohstoff | Produktion 2015       |
| -------- | --------------------- |
| Gold     | 3,2 t (113.028 Unzen) |
| Kupfer   | 130.305 t             |